# Cylindromyia signatipennis
Cylindromyia signatipennis là một loài ruồi trong họ Tachinidae.